# 巢湖东站
巢湖东站是合福客运专线和合杭高速铁路在安徽境内的一个车站，位于中华人民共和国安徽省合肥市巢湖市半汤街道金巢大道，临近鼓山，隶属于上海铁路局。车站于2015年6月28日启用，2020年6月28日商杭客运专线合肥至湖州段开通，商杭场投入使用。

## 车站结构

### 站房
巢湖东站占地面积267739平方米，其中站房建筑面积6033平方米。站房外立面通过各种曲线装饰体现巢湖水文化的设计意向。售票厅位于站房东侧，设有5个人工售票窗口和6个自动售票机。候车室位于站房中部，最高聚集人数约1500人。

### 站场

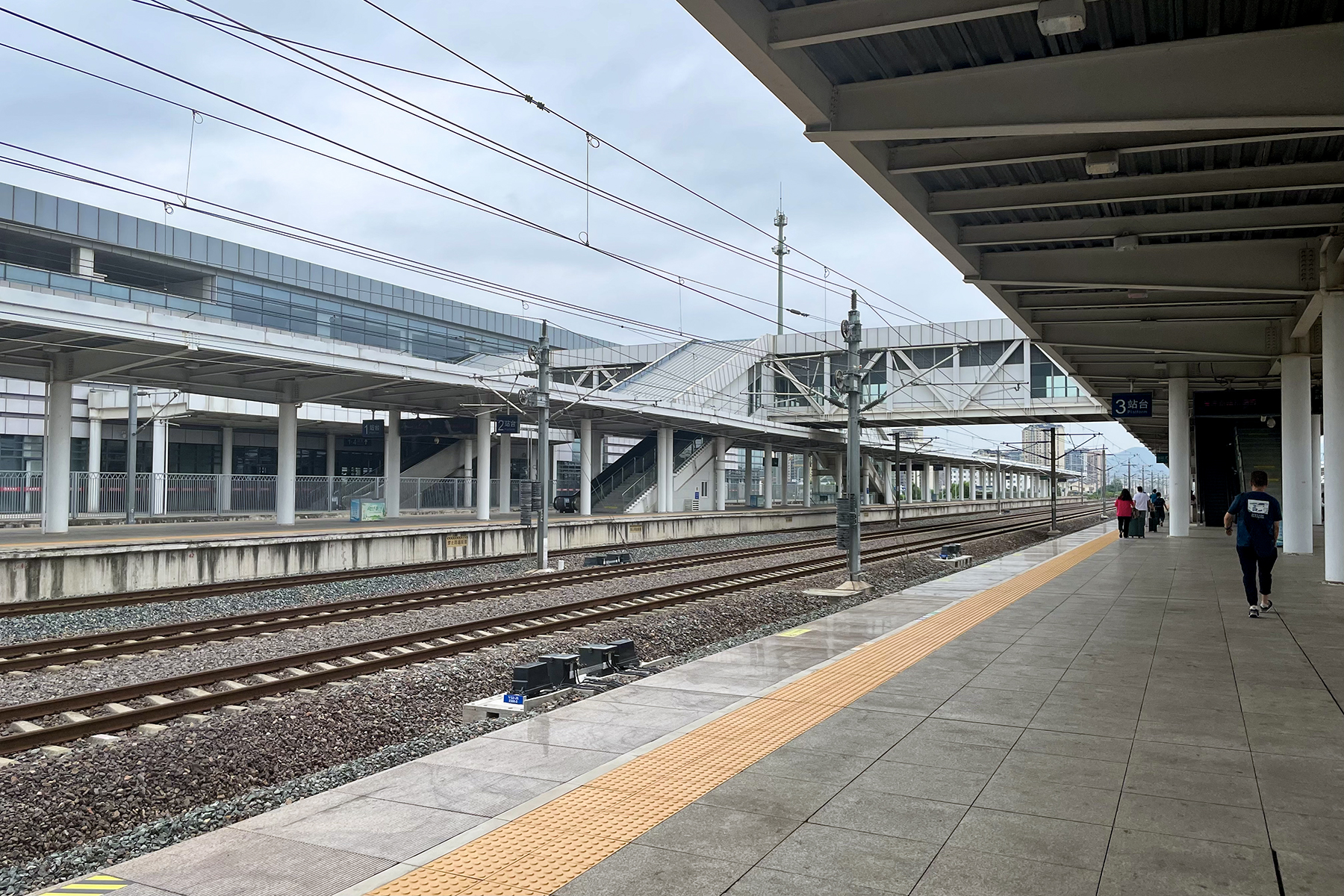
合福客运专线正线在车站附近为有砟轨道

巢湖东站设4台12线，共设8个站台面。其中合福场为2台6线，合杭场和巢马场共为2台6线。合福场和合杭场通过南联络线和北联络线联通。
合福客运专线在进行列车试运行试验前，由于地质等原因，巢湖东站合福场路基出现软基沉降问题，因此合福客专在巢湖东站2公里段由无砟轨道改为有砟轨道，但仍有试验列车成功以300km/h以上的速度通过该站。
| 8站台    | 合杭高速铁路 往杭州东方向（含山南站）   |
| 岛式站台 |                                         |
| 7站台    | 合杭高速铁路 往杭州东方向（含山南站）   |
| 正线     | 合杭高速铁路 下行列车                   |
| 正线     | 合杭高速铁路 上行列车                   |
| 6站台    | 合杭高速铁路 往合肥方向（柘皋站）       |
| 岛式站台 |                                         |
| 5站台    | 合杭高速铁路 往合肥方向（柘皋站）       |
| 4站台    | 合福客运专线 往福州方向（无为站）       |
| 岛式站台 |                                         |
| 3站台    | 合福客运专线 往福州方向（无为站）       |
| 正线     | 合福客运专线 下行列车                   |
| 正线     | 合福客运专线 上行列车                   |
| 2站台    | 合福客运专线 往合肥北城方向（长临河站） |
| 岛式站台 |                                         |
| 1站台    | 合福客运专线 往合肥北城方向（长临河站） |
| 站房     | 售票处、候车室                          |